# Gutierre de la Peña Langayo
Gutierre de la Peña y Langayo (Toledo, p. t. siglo XVI–El Tocuyo, 1570) fue un conquistador español y gobernante interino de todos los cabildos de las ciudades de la Provincia de Venezuela. Natural de Toledo, llega a Venezuela en 1533. Hijo de Juan Fernández de la Peña y de Juana de Castro. Fue nombrado gobernador y capitán general interino de la provincia de Venezuela por la Audiencia de Santo Domingo el 24 de marzo de 1558. Mandó a Diego Romero a pacificar a los indígenas Jirajara. Fue instrumental en el esfuerzo contra "El Tirano" Lope de Aguirre. Se retira a El Tocuyo, donde fallece.